# 工藤政司
工藤 政司（くどう まさし、1931年 - ）は、日本の翻訳家。元東京国際大学教授。
弘前大学文理学部卒業。主として推理小説の翻訳をしてきたが、近年はジョージ・スタイナー、ジェイン・オースティンなどの文学作品も翻訳している。

## 共著
- 『入試英語総合問題の直前対策』（高田久壽共著、英潮社） 1976

## 翻訳
- 『架空線』（ウイリアム・ハガード、早川書房、世界ミステリシリーズ） 1970
- 『狂った殺し』（チェスター・ハイムズ、早川書房、世界ミステリシリーズ） 1971
- 『生存率ゼロ』（ジョン・ラング、早川書房、世界ミステリシリーズ） 1971
- 『英雄の誇り』（ピーター・ディキンスン、早川書房） 1971
- 『大氷原の嵐』（ハモンド・イネス、早川書房） 1972、のち文庫
- 『センチュリアン』（ジョゼフ・ウォンボー、早川書房） 1972、のち文庫
- 『ミスター・パーシー』（レイモンド・ヒッチコック、早川書房） 1973
- 『小説メンデルスゾーン』（ピェール・ラ・ミュール、音楽之友社） 1973
- 『刑事くずれ / ヒッピー殺し』（タッカー・コウ、早川書房） 1973
- 『ペーパーチェイス』（ジョン・ジェイ・オズボーン Jr.、早川書房） 1974
- 『眠りと死は兄弟』（ピーター・ディキンスン、早川書房） 1974
- 『ブルー・ナイト』（ジョゼフ・ウォンボー 早川書房） 1975、のち文庫
- 『ひき裂かれた天使』（レスリー・トゥレバー、二見書房、サラ・ブックス） 1975
- 『死のコールサイン』（レスリー・トゥレバー、二見書房、サラ・ブックス） 1975
- 『白い夜明け』（ジェイムズ・ヒューストン、文化放送開発センター出版部） 1975
- 『ペーレンベルクの遺産』（イブリン・アンソニー、二見書房） 1976
- 『現代音楽の言葉』（ドナルド・ミッチェル、音楽之友社） 1976
- 『大脱走』（ポール・ブリックヒル、早川文庫） 1977
- 『レフカスの原人』（ハモンド・イネス、早川書房、ハヤカワ・ノヴェルズ） 1977
- 『クワイヤボーイズ』（ジョゼフ・ウォンボー、早川書房）1978
- 『幽霊潜水艦』（ジェフリイ・ジェンキンズ、早川書房） 1978
- 『空中衝突』（スペンサー・ダンモア、早川書房） 1978、のち文庫
- 『ブラックマーブル』（ジョゼフ・ウォンボー、早川書房） 1979
- 『蛾』（ロザリンド・アッシュ、サンリオSF文庫） 1979
- 『ワンダラーズ』（リチャード・プライス、二見書房） 1979
- 『逃亡空路』（スペンサー・ダンモア、早川書房） 1980、のち文庫
- 『嵐の通夜』（ロザリンド・アッシュ、サンリオSF文庫） 1980
- 『ダーティトリック』（チャプマン・ピンチャー、文春文庫） 1981
- 『音楽と沈黙』（アン・レドモン、早川書房） 1982
- 『白いインディアン』（ジェイムズ・ヒューストン、サンリオ） 1982
- 『SSハンター』（シェル・タルミー、文春文庫） 1982
- 『ニューゲイトの花嫁 』（ジョン・ディクスン・カー、ハヤカワ文庫） 1983
- 『女王のメッセンジャー』（W・R・ダンカン、ハヤカワ文庫） 1984
- 『大統領を撃て』（ポール・スパイク、角川書店） 1984
- 『赤い風車』（ピエール・ラ・ミュール、美術公論社） 1984
- 『謀略山脈』（ジェフリイ・ジェンキンズ、文庫） 1984
- 『デス・ヴァレー』（イブ・メルキオー、角川書店） 1985
- 『革命の夜に来た男』（ダンカン・カイル、ハヤカワ文庫） 1986
- 『炎熱の刺客』（ロバート・L・ダンカン、ハヤカワ文庫） 1986
- 『幻影空路』（スペンサー・ダンモア、角川文庫） 1987
- 『サーペント・ゴッド』（ジョン・ファリス、ハヤカワ文庫） 1987
- 『果てしなき夜の息子』（ジョン・ファリス、ハヤカワ文庫） 1989
- 『ペンドラゴン・オークション』（ジャスティン・スコット、角川文庫） 1989
- 『さらばロシア』（リチャード・ヒューゴー、扶桑社、扶桑社ミステリー文庫） 1989
- 『買い物の社会史』（モリー・ハリスン、法政大学出版局、りぶらりあ選書） 1990
- 『ローマは光のなかに』（アーウィン・ショー、マガジンハウス） 1990、講談社文庫　1994
- 『鏡の陰謀 ペレストロイカの誤算』（リチャード・ヒューゴー、扶桑社） 1991
- 『最後に笑うのは誰だ』（ラリー・バインハート、扶桑社） 1992
- 『巡礼たちが消えていく』（ジョン・フラー、国書刊行会） 1994
- 『乱れた大気』（アーウィン・ショー、マガジンハウス） 1994
- 『年齢意識の社会学』（ハワード・P・チュダコフ、藤田永祐共訳、法政大学出版局、りぶらりあ選書） 1994
- 『不滅の物語』（イサク・ディーネセン、国書刊行会） 1995
- 『人生の意味 価値の創造』（アーヴィング・シンガー、法政大学出版局） 1995
- 『真の存在』（ジョージ・スタイナー、法政大学出版局、叢書・ウニベルシタス） 1995
- 『愛の探究 生の意味の創造』（アーヴィング・シンガー、法政大学出版局） 1997
- 『DNA伝説 文化のイコンとしての遺伝子』（ドロシー・ネルキン/M・スーザン・リンディー、紀伊國屋書店） 1997
- 『G.スタイナー自伝』（ジョージ・スタイナー、みすず書房） 1998
- 『さらば古きものよ』上・下（ロバート・グレーヴズ、岩波文庫）  1999
- 『おしゃべり雀の殺人』（ダーウィン・L・ティーレット、国書刊行会） 1999
- 『エマ』上・下（ジェーン・オースティン、岩波文庫） 2000
- 『夜 心理・生理・行動』（A・アルヴァレズ、法政大学出版局） 2001
- 『飢えたる魂 食の哲学』（レオン・R・カス、小澤喬共訳、法政大学出版局） 2002
- 『女性と信用取引』（ウィリアム・チェスター・ジョーダン、法政大学出版局） 2003
- 『老人ホームの錬金術』（ティモシー・ダイアモンド、法政大学出版局） 2004
- 『モンパルナスの思い出』（ジョン・グラスコー、法政大学出版局） 2007
- 『知性と感性』（ジェーン・オースティン、近代文芸社） 2007
- 『「ニューヨーカー」のジョージ・スタイナー』（ロバート・ボイヤーズ編、近代文芸社） 2012